# Mounir Chouiar
Mounir Chouiar, né le 23 janvier 1999 à Liévin (Pas-de-Calais), est un footballeur franco-marocain jouant au poste d'ailier au Ludogorets Razgrad.

## Biographie

### RC Lens (2018-2019)
En 2012, il participe au concours d'entrée au Pôle Espoirs de Liévin, mais n'est pas admis. Le 29 juillet 2016, Alain Casanova le lance pour ses débuts professionnels en Ligue 2, lors d'un match de championnat face au Chamois niortais (0-0).
Le 22 décembre 2018, il inscrit son premier but en Ligue 2 lors d'une défaite 1-2 face à l'AC Ajaccio. Par la suite, il monte en puissance, en inscrivant deux buts lors du mois de février, contre le FC Sochaux et les Chamois niortais. Lors de cette saison, Philippe Montanier lui accorde régulièrement sa confiance et le joueur s'impose progressivement dans l'effectif. Lors de l'intersaison estivale, le joueur est convoité par Parme mais signe finalement au Dijon FCO dans les toutes dernières heures du mercato.

### Dijon FCO (2019-2021)
Lors de sa première saison sous la tunique dijonnaise, Mounir dispute 24 matches et inscrits 6 buts toutes compétitions confondues. Comme Naïm Sliti avant lui, il est rapidement considéré comme le leader technique de l'équipe.
La saison 2020-2021 est plus décevante pour le jeune espoir ainsi que pour son club. À la mi-saison, il a disputé 16 rencontres de Ligue 1 pour deux passes décisives délivrées et aucun but inscrit. Dans une équipe en difficultés, notamment offensives, il ne parvient pas à tirer son épingle du jeu. Le 25 janvier 2021, le président du Dijon FCO, Olivier Delcourt, confirme que Chouiar désire quitter le club. Lors de la deuxième partie de saison, il est écarté à plusieurs reprises par David Linarès, son entraîneur étant très critique de ses performances sur le terrain.
Le club étant relégué en Ligue 2 pour la saison 2021-2022, il est prié de s'entraîner en marge du groupe professionnel en vue d'un futur départ lors du mercato estival.

#### Prêt au Yeni Malatyaspor (2021-2022)
Il est prêté avec option d'achat au Yeni Malatyaspor le 6 septembre 2021. Il s'impose comme titulaire en Turquie, participant à 26 rencontres de Süper Lig, en débutant 25, inscrivant 3 buts et délivrant 4 passes décisives. Son contrat est résilié dès le mois d'avril pour défaut de paiement de salaire. Au terme de la saison, le club de Malatya termine 20e du championnat et est relégué en 1.Lig.

### İstanbul Başakşehir (2022-2023)
Il s'engage en faveur de l'İstanbul Başakşehir le 8 juillet 2022 pour un transfert estimé à 1,5 million d'euros. Dès la fin du mois de juillet, le club turc participe aux tours de qualification de la Ligue Europa Conférence. Il entre en lice lors du deuxième tour de qualification et doit vaincre trois adversaires pour accéder à la phase de groupes. Chose qu'ils parviendront à réaliser, éliminant les israéliens du Maccabi Netanya, les islandais du Breidablik Kópavogur puis les belges du Royal Antwerp. Chouiar participe aux 6 rencontres de cette phase, débutant titulaire quatre de ces rencontres, inscrivant un but et délivrant 4 passes décisives. Lors de la phase de groupes, son équipe ne connaît la défaite qu'à une seule reprise, terminant première du groupe A. Chouiar s'y montre moins décisif, s'il participe de nouveau aux 6 rencontres, il n'en débute que deux et n'y délivre qu'une passe décisive.

#### Prêt au Kasımpaşa SK (2023)
Alors qu'il enchaîne les rencontres en championnat et en coupe d'Europe, il est prêté avec option d'achat à Kasımpaşa jusqu'au terme de la saison 2022-2023. Il quitte alors le 3e de Süper Lig pour le 13e. Pour sa première rencontre sous ses nouvelles couleurs, son équipe s'incline 5 buts à 1 sur la pelouse de Fenerbahçe. Il s'impose comme un cadre de l'équipe, disputant 16 rencontres de championnat sur 17 possibles, titularisé à 12 reprises pour 2 buts et 1 passe décisive.

### PFK Ludogorets Razgrad (2023-)
Le club bulgare du PFK Ludogorets Razgrad annonce le 5 septembre 2023 avoir trouvé un accord pour la venue de Chouiar afin de pallier le départ de Kiril Despodov vers le PAOK Salonique. Cette fois-ci, il rejoint un club directement qualifié pour la phase de groupes de la Ligue Europa Conférence. Néanmoins, contrairement à sa précédente expérience en Turquie avec l'İstanbul Başakşehir, il ne parvient pas à enchaîner les rencontres, ni en coupe d'Europe, ni en championnat.

#### Prêt à l'Amiens SC (2024-)
Il fait son retour en France le 25 janvier 2024, prêté jusqu'au terme de la saison 2023-2024 à l'Amiens SC. Alors âgé de 25 ans, il rejoint le 11e de Ligue 2.

### Carrière en équipe nationale
Avec les moins de 18 ans, il inscrit un but lors d'un match amical contre l'Italie en février 2017.
Le 18 août 2019, il est présélectionné par Patrice Beaumelle avec le Maroc olympique pour une double confrontation contre l'équipe du Mali olympique comptant pour les qualifications à la Coupe d'Afrique des moins de 23 ans.